# エアセックス
エアセックス (Air sex) とは、セックスをしている振りをする演技のことで、大げさな演技と細かい描写、そしてストーリーによって構成される。エア・ギターにあやかったものである。

## 概要
エア・セックスは、『タモリ倶楽部』（テレビ朝日）でタモリが「エア・ギターが流行ってるけど、エア・セックスもいいよね。」と発言したことで発足されたと言われていたが、杉作J太郎が「とある友人が、自らをプレイボーイだと公言しているが、その友人の話す女があまりに薄っぺらいため、嘘だと判断した杉作とその友人が、エアセックス大会を行い、その友人の童貞である、という事を暴くためにはじめた。」と話した。現在は、EXエンタテイメント『みうらじゅん&安齋肇のなまはげ兄弟』でコーナーが設けられたり、杉作も世界大会を開催させ、イギリスの公共放送BBCや様々なメディアが取材に来ている。しかし、内容が内容なだけに、関係者全員はマニアックな層となっている。

### 先駆
日本の漫画家SUEZENにより、1999年にヤングアニマル誌で連載された「新性生活-ネオ・ライフ-」の中で、ストリップやポールダンスのようなショーとしてエアーセックスに酷似した架空の芸が登場している。作中ではエアーセックスではなくシャドウファックと呼ばれている。また、現実のエアーセックスとは異なり、中に人の入ったソファーの上で演じられ、最終段階では中の人による前立腺刺激による射精が行われている。

### 内容
簡単に言えばセックスのパントマイムであり、表現力・想像力・構成力を超えた何かが問われる。エアギターと同じようにミュージックは流れているが、DJが動きに合わせているといえるだろう。世界大会においては、基本はエアDJ・五島昌紀が担当している。中にはパフォーマンスの一環として大げさな振る舞いからアクロバット的動作を採り入れている選手もいる。
世界大会には、世界各国から役者、ミュージシャン、お笑い芸人、AV女優、童貞などの様々な人々が参加するが、馬鹿なことを真剣に演じ、審査することそのものに意義があるといえる。初代エアセックスチャンピオンに輝いたコブラ（現在は任侠精神の欠如により王座剥奪）は、男の墓場プロダクションスタッフであり、初代エアセックスタッグチャンピオンに輝いたのは、コメディアンのすっぽん大学である。
2007年2月14日には、エアセックス世界大会の発展系であるエアデート世界大会が開催され、初代チャンピオンにはAV女優の長澤つぐみが輝いた。